# 盧加諾湖
盧加諾湖（義大利語：Lago di Lugano）（來自拉丁語：Ceresius lacus）是位於瑞士東南部，地處瑞士和義大利兩國交界處的一個湖泊。湖名來源於瑞士城市盧加諾。位於馬焦雷湖和科莫湖之間。盧加諾湖是一個知名的觀光地。盧加諾湖湖岸上的一些山脈和旅遊勝地是東面的MontBrè，盧加諾西面的Monte San Salvatore和東南岸的Monte Generoso。世界遺產蒙特聖喬治位於湖南。在湖的南部（意大利），也位於五漁村維特公園。